# Барбачини, Энрико
Энрико Барбачини (итал. Enrico Barbacini; 24 июня 1834, Парма — 20 сентября 1905, Милан) — итальянский оперный певец (тенор) и музыкальный педагог.
Начал учиться музыке в своём родном городе у Джузеппе Барбачини и Луиджи далл’Арджине, затем совершенствовался в Милане у Франческо Кьярамонте и Франческо Ламперти. Дебютировал на пармской оперной сцене в 1852 году, однако значительного успеха добился в 1857 году в Новаре благодаря участию в премьере оперы Антонио Траверсари «Дьявол, или Граф Сан-Джермано». С 1860 г. выступал в Милане, в 1868 г. поступил в труппу театра Ла Скала, на протяжении 1870-х гг. также много гастролировал в Неаполе, Триесте и Турине, в 1880-е гг. выезжал с гастролями в Мадрид, Барселону, Лиссабон, Бухарест. Участвовал в премьерах опер Джованни Боттезини «Геро и Леандр» (1879, Турин) и Альфредо Каталани «Эльда» (1880, Турин). Помимо оперных партий неоднократно участвовал в исполнении Реквиема Джузеппе Верди, в том числе в 1879 году под управлением автора. Оставил сцену в 1893 году. Среди учеников Барбачини был, в частности, Фьорелло Жиро , по рекомендации своего учителя ставший первым исполнителем главной партии в «Паяцах» Руджеро Леонкавалло.